# Piceophylus
Piceophylus is een geslacht van wantsen uit de familie van de Miridae (Blindwantsen). Het geslacht werd voor het eerst wetenschappelijk beschreven door Schwartz & Schuh in 1999.

## Soorten
Het genus is monotypisch en bevat alleen de volgende soort:

- Piceophylus keltoni Schwartz & Schuh, 1999